# بیمارستان (فیلم ۱۹۷۰)
بیمارستان (انگلیسی: Hospital) فیلمی مستند به کارگردانی فردریک وایزمن است که در سال ۱۹۷۰ منتشر شد. این فیلم روایت مستندی از فعالیت‌های روزمره مردم در بیمارستان متروپولیتن نیویورک با تأکید بر بخش اورژانس و درمانگاه سرپایی آن است.
در سال ۲۰۱۶، این فیلم برای نمایش در بخش کلاسیک‌های کن جشنواره فیلم کن ۲۰۱۶ انتخاب شد.